# モフタール・ベルモフタール
モフタール・ベルモフタール（アラビア語: مختار بلمختار、Mokhtar Belmokhtar,  1972年6月1日 - 2016年11月）は、アルジェリア出身のイスラーム系武装組織の指導者。イスラム聖戦士血盟団（al-Mua'qi'oon Biddam）指導者、イスラーム・マグリブ諸国のアル＝カーイダ機構指導者、密輸業者、武器商人、テロリスト。ハーリド・アブー・アル＝アッバースの異名を持つほか、日本では、モフタル・ベルモフタルとして報道されたこともある。「密輸将軍」「拘束不可能な男」「ミスター・マルボロ (Mr.Marlboro)」などの異名もある。
10代の頃からイスラーム系武装集団の戦士としてアフガニスタンなどでも戦っていたが、やがてアルカーイダとの関係を深めつつ、伝説的なムジャヒディーン戦士としていくつかの武装集団で指導的立場になり、AQIMを率いて組織維持などのためにアルジェリア・マリ・ニジェールなどで密輸・誘拐などの組織的な犯罪に手を染めてアルジェリア政府などと敵対するようになり、2012年になりAQIMを離脱し「イスラム聖戦士血盟団」（al-Mua'qi'oon Biddam）を率いるようになった。特に2013年1月にアルジェリア人質事件を起こしたことで、日本や欧米諸国でその名が知れ渡るようになった。

## 略歴

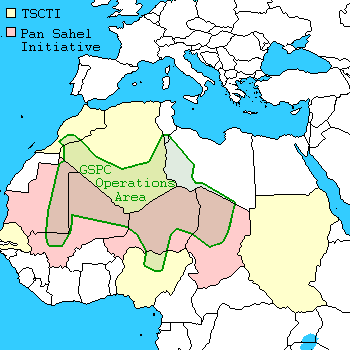
GSPC時代の武装組織の活動範囲(緑)と対テロ作戦の参加国(グレー)。モフタール・ベルモフタールの活動は、これら複数の国にまたがる広い範囲に及ぶ。

### 生い立ち
1972年6月1日、アルジェリアのガルダイアに生れる。少年期に学校に通っていたころから、ジハードに参加することに魅せられる。1991年からムジャーヒディーンとしてアフガニスタン内戦に参加した後、1992年にアルジェリアに帰国して「武装イスラム集団」（GIA）に参加。

### AQIMの結成まで
1990年代後半、武装イスラム集団が瓦解すると、主要メンバーらとともに「説教と戦闘の為のサラフィー主義者集団」（GSPC）の立ち上げに参加。後に、組織はアルカーイダとの関係を深め、「イスラーム・マグリブ諸国のアル=カーイダ機構（AQIM）」へと移行。モフタール・ベルモフタールは、各組織に属しながら、指導者の一人として地位を確立していった。
モフタール・ベルモフタールは、アフガニスタンにて片眼を失い、帰国後に「ベラウエ」（アルジェリアのスラングで「隻眼」という意味）と呼ばれるようになった。また、マグリブ南部からサヘル地域に進出した際には、アラビア語を話す有力部族の族長の娘と結婚することで、砂漠での身の安全の確保に成功した。

### 非合法ビジネスとアルジェリアへの攻撃
2003年にはヨーロッパ人観光客32人を誘拐。2007年頃から、AQIMもしくは独自の武装組織を率いて、アルジェリアやマリ共和国、ニジェールなどを中心に身代金目的の外国人誘拐（旅行者に限らず、各国の支援団体の関係者も含む）、南アメリカから欧州へ流入するコカインの中継や武器の取引などを活発化。密輸男爵との異名を持つまでに規模を拡大した。2008年にはニジェールの首都近郊で国連大使のロバート・ファウラーを含む、カナダ人2人を人質に取った。2011年に入ると軍事的な行動をエスカレートさせ、4月にマリ中央部の都市、ガオにてアルジェリアの外交官7人を誘拐、7月にアルジェリア警察施設を攻撃する事件も起こしたとされ、アルジェリア国内では欠席裁判ではあるが死刑を宣告されている。有力部族長の娘ら4人を妻にし、少なくとも2人の妻はサハラ砂漠の遊牧民トゥアレグ族出身だと言われており、地元の遊牧民と強い結びつきでサハラ砂漠内に秘密拠点をいくつも持ち身を隠すのに好都合でサハラ砂漠で活発に活動出来るため、インテリジェンス関係者からは、拘束不可能といわれている。

### AQIMからの離脱以降
2012年10月、地域の長である「サハル（サハラ砂漠の南縁地域）の首長」という称号が別メンバーに与えられ、出世が見送られた。同年12月、組織内の対立からAQIMを離脱し、「イスラム聖戦士血盟団」を結成。2012年12月、イスラム勢力のマリ北部支配妨害するなと欧米に警告。
2013年1月16日、アルジェリアのイナメナス郊外に位置する天然ガス採掘プラントを襲撃、アルジェリア人質事件を起こす。人質解放の条件としてフランスがマリに対して行った軍事介入（セルヴァル作戦）の中止、アメリカに拘束されているテロリストの解放等を上げているが、犯罪利益の確保が最終目的と目されている。
2013年3月2日、マリ・イフォガス山地での掃討作戦でチャド軍により殺害されたとアル＝アラビーヤが発表した。一方でイスラム系ウェブサイトに「生存しており、戦闘を指揮している。近く生存を確認する声明を出す」とのメッセージが出されている。
2013年5月23日にはニジェールのウラン鉱山と政府軍基地へのテロ事件で犯行声明を出した。2014年4月30日には国際テロ組織アルカーイダの指導者アイマン・ザワーヒリーに忠誠を誓う声明をイスラム系のウェブサイトに掲載し、2015年5月14日には過激派組織ISILの指導者アブー・バクル・アル＝バグダーディーに忠誠を誓う声明を発表した。
2015年6月14日、アメリカ空軍が実施した空爆で、ベルモフタール以下イスラム聖戦士血盟団幹部数名が死亡したとリビア政府が発表した。しかし、アメリカ軍は地上部隊を展開していなかったため、ベルモフタールの遺体を確認していない他、アンサール・アル＝シャリーアは幹部7名の死亡を確認したが、その中にベルモフタールは含まれていないと発表している。
2016年1月、アメリカ合衆国国務省外交保安部の「正義への報酬プログラム」から、ベルモフタールの項目が削除された。11月27日、ウォールストリート・ジャーナルがアメリカからの情報提供を受けて実施したフランス軍の爆撃により、ベルモフタールが死亡したと報じた。